# Пантелеево (Некоузский район)
Пантелеево — деревня в Некоузском районе Ярославской области России.
В рамках административно-территориального устройства относится к Родионовскому сельскому округу Некоузского района, в рамках организации местного самоуправления включается в Октябрьское сельское поселение.

## География
Деревня находится в северо-западной части области, в подзоне южной тайги, при автодороге 78Н-0377, на расстоянии примерно 30 километров (по прямой) к западо-юго-западу от села Новый Некоуз, административного центра района. Абсолютная высота — 146 метров над уровнем моря.

### Климат
Климат характеризуется как умеренно континентальный, с относительно тёплым влажным летом и умеренно холодной зимой. Среднегодовая температура воздуха — +3,2 °C. Средняя температура воздуха самого холодного месяца (января) — −10,8 °C (абсолютный минимум — −46 °C); самого тёплого месяца (июля) — +18 °C (абсолютный максимум — +35 °C). Безморозный период длится около 214 дней. Годовое количество атмосферных осадков составляет 646 мм, из которых большая часть (около 70 %) выпадает в тёплый период. Снежный покров держится в среднем 150 дней. Среднегодовая скорость ветра — 4,7 м/с.

### Часовой пояс
Пантелеево, как и вся Ярославская область, находится в часовой зоне МСК (московское время). Смещение применяемого времени относительно UTC составляет +3:00.

## Население
| 2007 | 2010 |
| ---- | ---- |
| 5    | ↘3   |

### Национальный состав
Согласно результатам переписи 2002 года, в национальной структуре населения русские составляли 100 % из 13 чел.